# Волтер Хоџ
Волтер Хоџ (енгл. Walter Hodge; Гвајнабо, 21. септембар 1986) је порторикански кошаркаш. Игра на позицији плејмејкера

## Биографија
Колеџ кошарку играо је на Флорида Универзитету за екипу Флорида гејторса у периоду од 2005. до 2009. године. Са овим тимом два пута заредом је био NCAA првак (сез. 2005/06. и 2006/07.) - тада као резервни плејмејкер, да би од сезоне 2007/08. постао и стартни.
На НБА драфту 2009. није изабран, па је сениорску каријеру започео у родном Порторику. 2010. сели се у Европу и потписује за пољски клуб Зјелона Гора у коме се задржава три сезоне. Са њим је клуб 2013. године освојио прву титулу првака државе, а сам Хоџ био је најкориснији играч пољског првенства у сезонама 2011/12. и 2012/13. Такође је изабран и у другу поставу идеалног тима УЛЕБ Еврокупа 2012/13. Његов дрес са бројем 15 је 2013. повучен из употребе и први је играч у историји клуба који је завредео ту част. Сезону 2013/14. је почео у шпанској Басконији али већ у фебруару 2014. бива позајмљен порториканској екипи Капитанес де Аресибо где проводи остатак сезоне. Од лета 2014. поново је у Европи, овога пута у руској екипи Зенит Санкт Петербург.

## Успеси

### Клупски
- Са КК Зјелона Гора:
  - Првак Прве лиге Пољске (1): 2012/13.

### Појединачни
- Друга постава идеалног тима Еврокупа: 2012/13.
- Најкориснији играч Прве лиге Пољске (2): 2011/12, 2012/13.